# Fundația Mișcarea Populară

Logo-ul Fundației Mișcarea Populară (2013)

Fundatia Mișcarea Populară este o organizație non-guvernamentală din România, înființată pe 26 martie 2013, grupată în jurul fostului președinte al României, Traian Băsescu, ca urmare a despărțirii de Partidul Democrat Liberal (PDL) a președintelui. A fost lansată de prezidențial Cristian Diaconescu, la inițiativa lui Traian Băsescu.

## Istoric
Mișcarea Populară a fost fondată la data de 12 aprilie 2013, ca o organizație non-guvernamentală cu profil politic. Următoarea zi, și-a anunțat echipa de conducere formată din: Marian Preda - președinte, Cristian Diaconescu și Daniel Funeriu membri fondatori. La 18 mai 2013, conducerea Mișcării Populare a anunțat că inițiează un sondaj privind transformarea în partid a fundației. La 25 mai 2013 s-au anunțat rezultatele sondajului: 58% din voturi pentru co-existența fundației și partidului, 31% pentru transformarea fundației în partid și 11% pentru menținerea status-quo-ului.
Pe 23 iulie 2013, Mișcarea Populară a devenit partid politic.